# 캔자스 대학교
캔자스 대학교(University of Kansas, 약칭 KU)는 미국 캔자스주에 있는 가장 큰 연구 중심의 공립 대학이다. 1863년 2월 20일 캔자스 주지사 토마스 카니가 주립대학을 신설하는 법안에 서명하였다. 그 후 독지가인 에이머스 A. 로렌스가 1만 달러를 기부하는 등, 지역주민들의 도움으로 1864년 주의회의 승인을 거쳐 1866년에 개교하였다. 캠퍼스는 로렌스, 그리고 위치타, 오버랜드 파크, 샐리나, 캔자스 시티에 있으며, 로렌스에 있는 메인캠퍼스는 약 1000 에이커(122만 평) 위에 도로를 두고 언덕에 있는 동쪽캠퍼스와 평지에 있는 서쪽 캠퍼스로 나뉘어 있다.
로버트 밥 돌 상원의원 (1996년 공화당 대통령 후보)의 모교로 그를 기념하는 연구소가 로렌스캠퍼스에 있으며,장애우를 위한 비치센터와 라디오 방송국 KJHK(주파수 90.7 FM)과 KANU(주파수 91.5 FM)이 있다. 캔자스 대학교에는 자연사박물관, 스펜서 예술박물관 등 유명한 박물관이 있으며, 이 학교 동문인 필립 앤슈츠(Philip Anschutz)를 기념하는 도서관 등이 있다.
캔자스 대학교는 63개 대학으로 구성된 미국대학협회(AAU)의 회원이다.

## 학과 및 학부
건강전문대학(2011년 8월 Allied Health 대학에서 이름 변경), 건축.디자인.설계대학, 경영대학, 교육대학, 공과대학, 예술대학, 음악대학, 저널.매스커뮤니케이션대학, 법과대학, 의과대학, 간호대학, 약학대학, 사회복지대학등 문리과대학을 포함 14개 단과대학에서 인류학, 화학, 경제학, 지질학, 역사학, 철학, 수학, 언어학, 심리학, 정치학, 사회학, 건축학, 도시계획학, 경영학, 법학, 토목공학, 약제학 등 200개 이상의 학부 과정과 대학원과정을 제공하여 거의 모든 현대학문분야를 다루고 있다.특히 도시경영과 도시정책학 그리고 특수교육학은 U.S. 뉴스 & 월드 리포트의 미국대학원(석.박사)과정에서 1위로 랭크되어 있다. 2011년 U.S. 뉴스 & 월드 리포트의 미국종합대학 순위는 101위, 미국공립대학교 순위 46위에 랭크 되었다.2008년도에는 미국내 가장인기 있는 대학으로 18위에 랭크되었다.
캔자스 대학교의 종합병원인 메디칼센터(KUMC)는 캔자스주의 캔자스시티에 있으며 이 대학의 의과대학은 위치타와 살리나에 있다. 2010-2011년 기준 로렌스와 에드워드캠퍼스에 등록한 인원은 26,266명이며 KU 메디칼센터의 등록인원 3,196명을 포함, 3개의 캠퍼스에 모두 29,462명이 재학 중이다. 캔자스 대학교 메디칼센터(KUMC)는 연간 19,000명의 환자를 치료하고 있으며 통상 KU MED라고 부르며 의학, 간호학, 건강전문학 등 3개의 학부로 나뉘어 있으며 자체 대학원학위 프로그램을 갖추고 있다. KU Med에서는 3~4학년 때 위치타 캠퍼스에서 강의를 받는 기회를 제공한다.
캔자스 대학교 에드워드 캠퍼스는 일반성인들에게 발달심리학, 공공행정학, 사회학, 시스템분석학, 기술정보학, 공업경영학과 디자인 관련 전문대학 학위를 제공하는 것을 목표로 1993년에 세워졌다.

## 스포츠
캔자스 대학교를 상징하는 유니폼 색상은 크림슨 로얄 블루이다. 이 대학의 상징은 전설에 나오는 매의 일종인 제이호크(JAYHAWK)이다. 캔자스 대학교는 NCAA, Division I 소속이며, 미국 대학 BIG 12 컨퍼런스의 멤버이다.
그 동안 농구 5번,남자 인도어 트랙 3번,남자 아웃도어 트랙 3번 남자크로스컨트리 1번 등 12번의 챔피언경력을 가지고 있다.가장 최근인 2008년 4월7일 결승전에서 멤피스대학을 75-68로 이겨 2008 NCAA Men's Basketball Championship 우승학교가 되었다. 1890년 창단된 캔자스 제이호크 풋볼팀은 1948, 1968,2008년 페덱스 오렌지볼 게임에서 경기를 하였다.